# Blepharodon hirsutum
Blepharodon hirsutum là một loài thực vật có hoa trong họ La bố ma. Loài này được Goyder mô tả khoa học đầu tiên năm 1993.